# Granica armeńsko-gruzińska
Granica ormiańsko-gruzińska to granica międzypaństwowa dzieląca terytoria Armenii i Gruzji, ciągnąca się na długości 164 km.